# Sorin Ghionea
Sorin Ghionea (Galați, Rumanía, 11 de mayo de 1979) es un futbolista rumano. Juega de defensa y su equipo actual es el FCM Târgu Mureș del Liga I de Rumania.

## Biografía
Ghionea empezó su carrera futbolística en las categorías inferiores de un equipo de su ciudad natal, el Dunărea Galați. Allí empezókn-m-,-m,-m,- jugando de lateral izquierdo, pero poco a poco se fue reconviertiendo en defensa central. En 1997 pasa a formar parte de la primera plantilla del club y ayuda a su equipo a evitar el descenso a la Liga III.
Al año siguiente se marcha a jugar al equipo más importante de su ciudad, el Oțelul Galați, con el que debuta en la Liga I. Fue el 7 de agosto de 1998 en un partido contra el 
Nacional de Bucarest.
En 2002 ficha por el Steaua de Bucarest. En su primera temporada disfruta de pocas oportunidades (solo juega 6 partidos), así que se marcha cedido un año a su antiguo club, el Oțelul Galați, donde se convierte en el capitán del equipo.
A su regreso al Steaua de Bucarest Ghionea empieza a jugar de forma más regular. Nada más llegar, tras un lance desafortunado en un partido contra el FK Voždovac, tuvo que ser intervenido en la nariz y después de la recuperación tuvo que usar una máscara protectora para poder jugar, así que por su aspecto recibió el apodo de Zorro. Esa temporada debuta en la Copa de la UEFA y al finalizar el campeonato su equipo se alza con el título de Liga. Al año siguiente su equipo participa en la Liga de Campeones de la UEFA y gana dos trofeos, una Liga y una Supercopa de Rumanía.
El 25 de febrero de 2007 sufrió una lesión de rodilla y tuvo que ser operado. Estuvo apartado de los terrenos de juego varios meses, reapareciendo el 18 de enero del año siguiente en un partido amistoso contra el Wisła Cracovia con resultado de empate a cero.
El 10 de julio de 2008 el Catania italiano hizo una oferta de 1,5 millones de euros por Sorin Ghionea, aunque finalmente el Steaua rechazó la oferta.

## Selección nacional
Ha sido internacional con la Selección de fútbol de Rumania en 13 ocasiones. Su debut como internacional se produjo el 11 de marzo de 2002 en un partido amistoso contra Ucrania (4 - 1). Anotó su primer tanto con la camiseta nacional el 31 de mayo de 2008 en un partido amistoso contra Montenegro en el que su equipo se impuso por cuatro goles a cero. 
Fue convocado para participar en la Eurocopa de Austria y Suiza de 2008, donde disputó el encuentro Países Bajos 2 - 0 Rumania.

## Clubes
| Club                     | País    | Año       |
| ------------------------ | ------- | --------- |
| FCM Dunărea Galați       | Rumania | 1997-1998 |
| Oțelul Galați            | Rumania | 1998-2002 |
| Steaua Bucarest          | Rumania | 2002-2003 |
| Oțelul Galați            | Rumania | 2003-2004 |
| Steaua Bucarest          | Rumania | 2004-2010 |
| FC Rostov                | Rusia   | 2010      |
| FC Politehnica Timișoara | Rumania | 2011      |
| FCM Târgu Mureș          | Rumania | 2011-     |

## Títulos
- 2 Ligas de Rumania (Steaua de Bucarest, 2005 y 2006)
- 1 Supercopa de Rumanía (Steaua de Bucarest, 2006)